# Petr Hájek (novinář)
Petr Hájek (* 23. října 1951 Praha) je český novinář, spisovatel, šiřitel konspiračních teorií, bývalý tiskový mluvčí Václava Klause a bývalý zástupce vedoucího Kanceláře prezidenta republiky pro oblast komunikace a kultury. Je znám svými radikálními a často kontroverzními názory. Server Seznam Zprávy jej v červnu 2023 zařadil na seznamu osob, které vydělávají pomocí šíření strachu a manipulací.

## Profesní dráha a mládí
Je synem komunistického literárního kritika Jiřího Hájka (1919–1994), někdejšího šéfredaktora časopisu Plamen a normalizačního kulturního periodika Tvorba.
Vyučil se elektromontérem, v roce 1970 absolvoval gymnázium v Praze. Po ukončení základní vojenské služby působil od roku 1972 v časopise Čs. voják a poté od roku 1974 v časopise Květy, nejdříve v kulturní rubrice, později ve vnitropolitickém oddělení, kde byl od roku 1982 vedoucí. Od roku 1973 dálkově studoval scenáristiku a dramaturgii na FAMU v Praze (absolvoval v roce 1978). V roce 1990 spoluzakládal společenský týdeník Reflex a tři roky byl jeho šéfredaktorem. Po krátkém čase časopis prodal a věnoval se podnikání v oblasti reklamy a marketingu.
Od 90. let spolupracuje s Václavem Klausem, podílel se na kampani ODS a po Klausově zvolení prezidentem v únoru 2003 se stal ředitelem tiskového odboru Kanceláře prezidenta republiky. Po odchodu prvního tiskového mluvčího Tomáše Klvani se stal také tiskovým mluvčím prezidenta Klause, a to do roku 2008, kdy jej vystřídal Radim Ochvat. V roce 2008 získal anticenu „Němá barikáda“ pro nejméně oblíbeného mluvčího roku mezi vybranými novináři. Poté působil jako zástupce vedoucího Kanceláře prezidenta republiky pro oblast komunikace a kultury.
V letech 1999–2004 byl členem správní rady Nadačního fondu Václava Klause a od roku 2003 je členem správní rady Nadačního fondu manželů Livie a Václava Klausových.
Od dubna 2013 je šéfredaktorem internetového periodika Protiproud, který založil jako platformu pro informace a názory, které podle Hájka nedostávají prostor v hlavním proudu sdělovacích prostředků. V roce 2018 dcera Petra Hájka (Erika Peprná) založila FULCRUM, s.r.o. a Protiproud nadále vydává.
25. 2. 2022 bylo periodikum zablokováno spolu s dalšími 7 dezinformačními weby, ale ve stejný den bylo registrováno pod jinou doménou a jeho obsah je nadále dostupný.
Hájek vlastnil nakladatelství, které bylo zaměřeno na čistě proruskou tematiku a bylo placeno z ruských zdrojů. Od svého založení v roce 2017 prodělala Česká citadela, do níž investovala Invest & Property Consulting a.s, (IPC) 15 milionů korun. Hájek spolu se svými obchodními partnery (Alina Vaněčková a Zdeněk Doležal) své podnikání v prosinci 2021 přepsal na muže se 17 exekucemi s bydlištěm na radnici Prahy 17.
V roce 2018 se měl úzce podílet na organizaci slavnostního galavečera k výročí vzniku Československé republiky na pražském Žofíně. Po akci však zbyly milionové dluhy a sám Hájek se od akce distancoval. S jeho verzí pro vyšetřovací orgány jsou však v rozporu jak výpovědi zajišťovatelů objednaných služeb, tak i dostupná korespondence.

## Názory

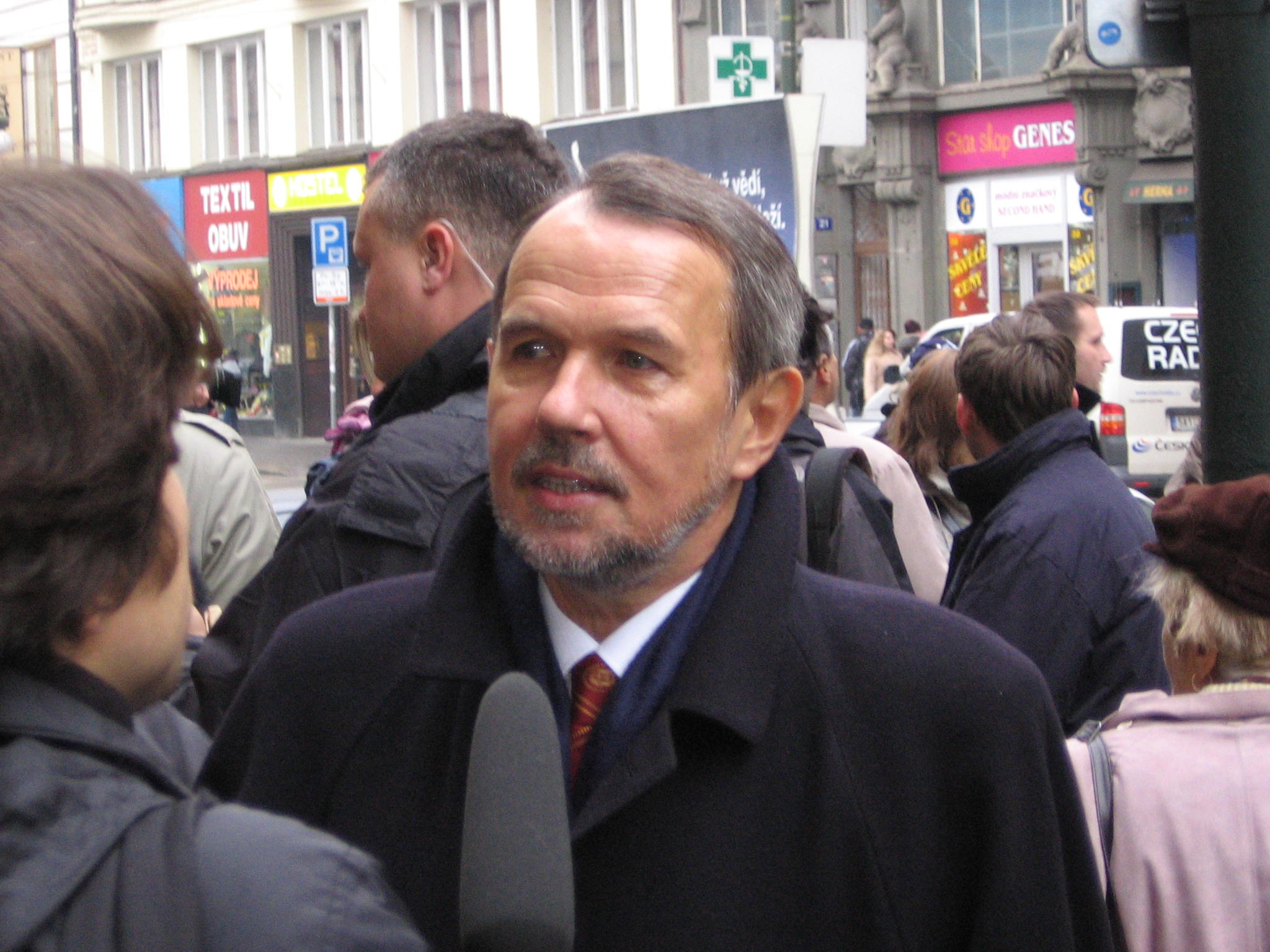
Petr Hájek (2007)

### Škodlivost kouření
Proslul mj. tím, že nejenže je těžkým kuřákem, nýbrž že také popírá důkazy škodlivosti kouření pro lidské zdraví. Podle jeho slov „nikdo nikdy nedokázal a nedokáže, že je to kouření, které je tak škodlivé. Já významně pochybuji o zdravotním riziku kouření.“

### Evoluční teorie
Mediální rozruch vzbudily Hájkovy výroky týkající se evoluční teorie, které přednesl za účasti předních českých evolučních biologů na semináři „Darwin a darwinismus – věda, nebo ideologie?“, který pořádalo 20. dubna 2009 Centrum pro ekonomiku a politiku a který moderoval prezident Václav Klaus. Hájek zdůrazňoval příbuznost darwinismu s marxismem a vyjádřil nesouhlas s tzv. vědeckým darwinismem, který ovšem nemá podle Hájka s názory samotného Charlese Darwina téměř nic společného. Zároveň Hájek kritizoval i moderní antropocentrický pohled na svět a Descartův skepticismus. Hájek v příspěvku nazvaném „Nevím jak vy, ale já z opice nepocházím“ darwinismu vytkl, že „slepě a hluše opakuje četné nesmysly a exaktními důkazy překonané evolucionistické mantry jako nedotknutelná tabu“, přičemž darwinismus Hájek kladl do protikladu s náboženstvím. Zúčastnění vědci byli původně pozváni na seminář s názvem „Charles Darwin dvě stě let od narození“, který měl moderovat Cyril Höschl a kterého se Hájek ani Klaus neměli účastnit; změna byla provedena několik dní před konáním semináře a kvůli ní byl odmítnut objednaný příspěvek docenta Frynty.
Hájkovu příspěvku se následně dostalo široké publicity ve významných médiích a proti příspěvku se postavili významní čeští vědci jak formou komentáře v těchto médiích (Jaroslav Flegr, Jan Zrzavý, Anton Markoš), tak např. otevřeným dopisem prezidentu Klausovi, který na svém blogu zveřejnila bioložka Fatima Cvrčková a o němž také referovala některá média. V březnu 2010 pak také za svá prohlášení získal anticenu Bludný balvan (za rok 2009). Konkrétně šlo o zlatý Bludný balvan v kategorii jednotlivců (viz Seznam nositelů).
Hájek se v několika pozdějších rozhovorech postavil i proti tomu, že se na školách vyučuje pouze „jediná, neprověřená teorie“ o vzniku života a původu člověka a že mladí lidé nejsou informováni o tom, že „vysvětlení vzniku života a původu člověka je daleko více“.

### Usáma bin Ládin a 11. září 2001
V roce 2011 vzbudil pozornost médií, když prohlásil, že „Bin Ládin je mediální fikce. Jak se zrodil, tak také zemřel, za podivných, téměř mystických okolností. Je to moderní pohádka pro dospělé – dobro a zlo. Chceme-li, věřme.“ Také zastává názor, že teroristické útoky 11. září 2001 mohly zorganizovat americké tajné služby. Od těchto názorů se ale prezident republiky distancoval a v roce 2013 o Hájkovi prohlásil, že se zbláznil.

### Prague Pride 2011
V roce 2011 se Hájek pustil do ostré kritiky vedení hlavního města Prahy, které převzalo záštitu nad Festivalem tolerance Prague Pride 2011. Hájek akci označil za „nátlakovou akci homosexuálů“, homosexuály pak označil za „deviantní občany“. Pozastavil se pak nad tím, jak mohou záštitu nad takovou akcí převzít pravicoví politici v čele s primátorem Bohuslavem Svobodou a předsedou pražské ODS Borisem Šťastným a oba vyzval k odchodu z ODS. Za Hájkovy výroky se postavil i prezident republiky Václav Klaus, který se vzápětí vyjádřil, že vedení Prahy by této akci záštitu dávat nemělo, protože není projevem homosexuality, ale „homosexualismu“, kterého se velmi obává. Slovo „deviace“ pak Klaus pokládá za hodnotově neutrální slovo.
Oba Hájkem kritizovaní politici si ale za podporou akce stáli. Primátoru Svobodovi se příčilo dělení lidí dle jejich sexuální orientace a pokud jde o opuštění ODS, přišlo mu úsměvné, aby jej k tomu vyzval člověk, který podle jeho informací členem ODS není a ani tuto stranu nevolil. Boris Šťastný zase nechtěl, aby Praha byla městem maloměšťáků, šovinistů a xenofobů, ale otevřenou metropolí jako Londýn či Berlín. Vyjádřilo se také americké velvyslanectví v Praze, podle kterého bylo „politováníhodné, že jsou tu lidé, i na oficiálních místech, kteří se ztotožňují s netolerantním pohledem na věc.“

### Halíkovo kněžství
Hájek v rozhovoru pro server Parlamentní listy zpochybnil kněžské vysvěcení katolického kněze Tomáše Halíka, který patří mezi dlouhodobé kritiky Václava Klause. Hájek v rozhovoru zpochybnil také to, že mu patří profesorský titul. Podle Hájkových informací Halíka nevysvětil kardinál Meisner, arcibiskup z Kolína nad Rýnem, což Halík údajně tvrdí, a má tedy vznikat otázka, zda jde skutečně o kněze, nebo jen o „běžného havlistického aktivistu“.
Halík na to odpověděl, že vysvěcen byl 21. října 1978 biskupem Hugem Aufderbeckem v kapli v Erfurtu a že je třeba pochybovat o Hájkově duševním zdraví. Jako svého světitele přitom Halík uvedl biskupa Aufderbecka již v knize rozhovorů s Janem Jandourkem Ptal jsem se cest v roce 1997.
Česká biskupská konference na základě rozhodnutí svého předsedy Dominika Duky Halíkovo svěcení doložila zveřejněním skenu nedatovaného potvrzení arcibiskupa kard. Meisnera na svých webových stránkách a Hájkovo tvrzení tím vyvrátila. Halíkovo vysvěcení v Erfurtu potvrdil už dříve v televizním pořadu 13. komnata Tomáše Halíka tehdejší erfurtský generální vikář (a dnes světící biskup) Mons. Hans-Reinhard Koch, který měl přípravu tajného svěcení na starosti. Kriticky se k Hájkovu tvrzení vyslovil i emeritní pražský arcibiskup kardinál Miloslav Vlk, který v delším textu mimo jiné vyjádřil podiv nad tím, že Hájek „stále ještě zastává tak vysokou funkci ve veřejném životě“.

### Havel, služebník Satana
Zesnulý prezident Václav Havel působil v Satanových službách a byl nástrojem lži a nenávisti. Nástrojem pravdy a lásky je naopak prezident Václav Klaus, uvádí Hájek ve své knize Smrt v sametu, která vyšla v závěru roku 2012. Havel byl podle Hájka teoretický moralista, co si nepotrpěl na morální skrupule. Podle jeho slov byl exprezident současně i apoštol svobody a demokracie, jehož koncepce otevřeně směřovala k fašistickému korporativistickému státu. Tak Hájek označuje občanskou společnost.
Václav Klaus uvedl v rozhovoru pro Parlamentní listy, že Hájkovu kritiku historické role Václava Havla v podstatě sdílí, ne však všechny jeho použité expresivní výrazy. Knihu označil za pozoruhodnou, byť s autorem podle vlastních slov v mnohém nesouhlasí a liší se zejména základním světonázorem; za neakceptovatelnou označil Hájkovu víru v katolickou doktrínu.
Podle socioložky a političky Strany Zelených Jiřiny Šiklové by si měl vicekancléř prezidenta uvědomit, že je placen z peněz daňových poplatníků. Podle údajů z Pražského hradu činil v prvním pololetí roku 2012 Hájkův průměrný měsíční příjem 111 666 korun. „Když ho bude platit Václav Klaus ze svého kapesného, ať si pan Hájek vydává, co chce,“ uvedla k jeho nové knize Šiklová.

### Apokalypsa přichází
Volby v říjnu 2012 podle Hájka ukázaly, že pravice umírá, možná již umřela. Je podle něj už ohrožen celý demokratický systém nastavený po listopadu 1989. „Jsem přesvědčen, že to dopadne tragicky," uvedl Hájek. Čas vyměřený světu se podle něj nepochybně krátí. „Vím, jak to celé proběhne a proč – ale především znám symptomy, jež na blízkost konce budou neomylně ukazovat," řekl Hájek.
Apokalypsa podle něj nade vši pochybnost již začala a Antikrist je již ve světě. „Vypadá to, že zatím poslední neúspěšný pokus o nástup Antikrista pramenil dost možná právě v české líhni," soudí Hájek.
„On to myslí skutečně vážně, proto mi nezbývá nic jiného, než se za něj pomodlit,“ komentoval Hájkova slova ministr financí Miroslav Kalousek.

## Film
V roce 2011 zaznamenala názory hradního kancléře Petra Hájka v krátkometrážním dokumentárním filmu Hájek na zámku, Petr v podzámčí režisérka Apolena Rychlíková.